# Peeter Pruus
Peeter Pruus (16 de juliol de 1989) és un ciclista estonià, professional des del 2012 i actualment a l'equip Rietumu Banka-Riga. Combina la carretera amb el ciclisme de muntanya.
Del 3 de juny de 2014 al 4 d'abril de 2015 va ser suspès, per part de l'UCI, a conseqüència d'un positiu en Trimetazidina trobat a la Volta a Eslovènia.

## Palmarès en carretera
- 2015
  - 1r al Tour de Borneo i vencedor d'una etapa

## Palmarès en ciclisme de muntanya
- 2016
  -  Campió d'Europa en Marató